# Eurytoma asphodeli
Eurytoma asphodeli är en stekelart som beskrevs av Karl-Johan Hedqvist 1976. Eurytoma asphodeli ingår i släktet Eurytoma och familjen kragglanssteklar.
Artens utbredningsområde är:
- Bulgarien.
- Israel.
- Spanien.
- Ukraina.

Inga underarter finns listade i Catalogue of Life.